# Brewer-Dobson-Zirkulation
Die Brewer-Dobson-Zirkulation ist eine großräumige atmosphärische Zirkulation, die die Bewegung von Luftmassen in der Stratosphäre beschreibt. Sie spielt eine wichtige Rolle im globalen Transport von Ozon und anderen chemischen Substanzen. Die Zirkulation wurde erstmals in den 1950er Jahren von den Wissenschaftlern Alan Brewer und Gordon Dobson beschrieben.

## Bedeutung
Die Brewer-Dobson-Zirkulation ist von entscheidender Bedeutung für den Transport von Spurengasen und atmosphärischen Bestandteilen in der Stratosphäre. Die Zirkulation erklärt beispielsweise extrem niedrige Wasserdampfmengen in der Stratosphäre, extrem hohe Ozonwerte in der Troposphäre nahe den Polen oder hohe Werte von Sulfataerosolen in der Stratosphäre nach tropischen Vulkanausbrüchen.

## Zirkulation
Die Zirkulation entsteht durch das Brechen von Rossby-Wellen in der Stratosphäre.
Der Aufwärtsprozess der Brewer-Dobson-Zirkulation beginnt mit Luft, die in der tropischen Troposphäre aufsteigt, lokal die obere tropische Troposphäre adiabatisch abkühlt und die tropische Tropopausenzone durchquert, und damit die Stratosphäre erreicht. Als tropische Tropopausenzone (tropical tropopause layer) wird dabei die Region zwischen etwa 12 km, der Höhe der konvektiven Hauptausströmung (main convective outflow), und 17 km, der Höhe des Temperaturminimums der Tropopause, bezeichnet. Die tropische Tropopausenzone ist horizontal durch die subtropischen Jets begrenzt.
Von dort aus findet in einem hochreichenden Ast eine Luftmassenbewegung zu den Polen, und in einem flachen unteren Ast ein Transport in die hohen Breiten statt. Der hochreichende Ast ist in der Winterhemisphäre stärker ausgeprägt.
Die mittlere Umsatzdauer der Zirkulation beträgt 5 Jahre.

## Referenzen
1. ↑  Ying Li, David W.J. Thompson: The signature of the stratospheric Brewer-Dobson circulation in tropopspheric clouds. In: Journal of geophysical research: Atmospheres. 2013, doi:10.1002/jgrd.50339 (englisch).
2. 1 2  Brigitte Klose: Meteorologie
Eine interdisziplinäre Einführung in die Physik der Atmosphäre. 3. Auflage. Springer Berlin Heidelberg, ISBN 978-3-662-43622-6.
3. ↑  Thomas Birner, Edward J. Charlesworth: On the relative importance of radiative and dynamical heating for tropical tropopause temperatures. In: American Geophysical Union. 2017, doi:10.1002/2016JD026445 (englisch).
4. ↑  Oberländer, Sophie: Die Änderungen der Brewer-Dobson Zirkulation mit dem Klimawandel, FU Berlin, 2013 (https://refubium.fu-berlin.de/handle/fub188/10997 abgerufen am 23. Juli 2024).